# Sorso
Sorso o Sossu (nombre cooficial en lengua sasaresa) es una localidad italiana de la provincia de Sácer, región de Cerdeña,  con 14.718 habitantes.

## Evolución demográfica
| Gráfica de evolución demográfica de Sorso entre 1861 y 2001 |
|                                                             |
| Fuente ISTAT - elaboración gráfica de Wikipedia             |

## Hermanamientos
Churintzio 